# Alexandre Ricard
Pour les articles homonymes, voir Ricard (homonymie).
Pour le joueur de rugby à XV, voir Alexandre Ricard (rugby à XV).
 (août 2022).
L'article doit être relu — et modifié si nécessaire — par des contributeurs indépendants pour apporter un regard critique aux contributions effectuées en violation des conditions d'utilisation de Wikipédia, tant sur la forme (notamment concernant le style encyclopédique, la proportionnalité) que sur le fond (la neutralité de point de vue, la qualité et l'indépendance des sources).
Alexandre Ricard, né le 12 mai 1972, est président-directeur général depuis 2015 du groupe Pernod Ricard, numéro deux mondial des vins et spiritueux. Il a été le plus jeune dirigeant d’un groupe du CAC 40.

## Famille et vie privée
Alexandre Ricard est l'un des petits-fils de Paul Ricard, fondateur de Ricard puis du groupe Pernod Ricard.
Alexandre Ricard est le fils de France Ricard et de Bernard Ricard, écarté de la direction par Paul Ricard en 1971, au profit de son frère Patrick Ricard, dont Alexandre Ricard est donc le neveu . Disparu en août 2012, Patrick Ricard était alors PDG de la société, après son père Paul Ricard.

## Jeunesse et formation
Alexandre Ricard passe une partie de sa jeunesse à l’étranger, d’abord en Andorre puis en Floride notamment : c’est toutefois en France, à ESCP Europe, qu’il commence ses études supérieures dont il sort diplômé en 1995. Il travaillera par la suite pour Indosuez à Milan dans le cadre du service national en entreprise avant de décider de compléter son parcours académique. Il choisit la Wharton School of Business, dont il ressort en 2001 avec un MBA en finance et en entrepreneuriat (avec mention) ainsi qu’avec un M.A. en affaires internationales.

## Un début de carrière hors du groupe Pernod Ricard
Après un échec en entretien d'embauche chez Ricard, Alexandre Ricard décide de faire ses premières armes hors du groupe et de devenir consultant.
D’abord consultant en stratégie chez Accenture de 1997 à 1999, il exerce en tant que banquier d'investissement spécialisé dans les fusions-acquisitions pour la banque  Morgan Stanley à Londres de 2001 à 2003,.

## L’entrée et l’ascension au sein de Pernod Ricard
Alexandre Ricard rejoint ensuite Pernod Ricard en 2003, dans le département audit et développement situé au siège du groupe, à Paris. C'est dans le cadre de ces fonctions qu'il est mobilisé dans l’acquisition d’Allied Domecq. Fin 2004, il est nommé directeur administratif et financier d’Irish Distillers, filiale basée à Dublin. Il poursuit son expérience internationale en devenant deux ans plus tard, en septembre 2006, Président-Directeur-Général de Pernod Ricard Asia Duty Free, une filiale basée à Hong Kong. Il est chargé de développer la stratégie de montée en gamme, au sein de cette région, alors la plus dynamique du groupe.
En juillet 2008, il retourne à Dublin comme président-directeur général d’Irish Distillers et devient en cette qualité membre du comité exécutif du groupe. Le 1er septembre 2011, Alexandre Ricard rejoint le bureau exécutif du groupe à Paris, en qualité de directeur général adjoint chargé du réseau de distribution,. Sa  progression au sein du groupe se prolonge le 29 août 2012, lorsqu’il devient directeur général délégué de Pernod Ricard et membre du conseil d’administration.

## Accession à la présidence du groupe
Lors du conseil d’administration du 29 août 2012, sur proposition de Pierre Pringuet, Alexandre Ricard est à l’unanimité nommé directeur général délégué et administrateur en reprenant au conseil le siège de Patrick Ricard, décédé brutalement le 17 août précédent. Danièle Ricard devient quant à elle présidente du conseil.
Depuis sa désignation en 2012, Alexandre Ricard s’investit dans trois priorités : l’innovation avec la transformation digitale du groupe, l’expansion internationale avec l’ouverture de six filiales en Afrique, et la premiumisation avec l’accélération des ventes de produits haut de gamme.
En 2015, Pierre Pringuet prend sa retraite, et Alexandre Ricard devient président-directeur-général du groupe.

## Décoration
- 2020 :  Chevalier de la Légion d'honneur[19]